# Nitrito reduttasi (citocromo; formante ammoniaca)
La nitrito reduttasi (citocromo; formante ammoniaca) è un enzima appartenente alla classe delle ossidoreduttasi, che catalizza la seguente reazione:
NH3 + 2 H2O + 6 ferricitocromo c ⇄ nitrito + 6 ferrocitocromo c + 7 H+
L'enzima è stato trovato in molti batteri come citocromo multieme. L'enzima di Escherichia coli contiene cinque gruppi c emici e richiede Ca2+. Esso può anche ridurre l'ossido nitrico e l'idrossilammina ad ammoniaca, ed il sulfito a solfuro.